# Pansy Division
Pansy Division ist eine US-amerikanische Band aus San Francisco. Die Band gehört zu den Gründern und wichtigsten Vertretern der Queercore-Bewegung. Pansy Division wird oft als eine Pop-Punkband eingeordnet. Der Name ist eine Verballhornung des Wortes „Panzerdivision“. „Pansy“ ist Umgangssprache für „Weichei“. 1996 tourte Pansy Division im Rahmen einer Europatour auch durch Deutschland. Sie hatten auch 1998 in Deutschland mehrere Gigs. 2004 wurden Planungen für eine weitere Deutschlandtour verworfen.

## Diskografie

### Studioalben
| Jahr | Titel                   | Plattenlabel                    |
| ---- | ----------------------- | ------------------------------- |
| 1993 | Undressed               | Lookout! Records                |
| 1994 | Deflowered              | Lookout! Records                |
| 1996 | Wish I'd Taken Pictures | Lookout! Records / Mint Records |
| 1998 | Absurd Pop Song Romance | Lookout! Records                |
| 2003 | Total Entertainment!    | Alternative Tentacles           |
| 2009 | That's So Gay           | Alternative Tentacles           |
| 2016 | Quite Contrary          | Alternative Tentacles           |

### Livealben und Kompilationen
| Jahr | Titel                         | Plattenlabel          |
| ---- | ----------------------------- | --------------------- |
| 1995 | Pile Up                       | Lookout! Records      |
| 1996 | More Lovin' from Our Oven     | Lookout! Records      |
| 2006 | The Essential Pansy Division  | Alternative Tentacles |
| 2010 | Lost Gems & Rare Tracks       | iTunes und Bandcamp   |
| 2010 | Pansy Division Live 1992-2003 | iTunes und Bandcamp   |

### Singles und EPs
| Jahr | Titel                             | Plattenlabel          | Songs                                                                                |
| ---- | --------------------------------- | --------------------- | ------------------------------------------------------------------------------------ |
| 1992 | Fem in a Black Leather Jacket     | Lookout! Records      | 1. „Fem in a Black Leather Jacket“ 2. „Homo Christmas“ 3. „Smells Like Queer Spirit“ |
| 1993 | Bill & Ted's Homosexual Adventure | Outpunk Records       | 1. „Bill & Ted's Homosexual Adventure“ 2. „Big Bottom“                               |
| 1993 | Touch My Joe Camel                | Lookout! Records      | 1. „Touch My Joe Camel“ 2. „Homosapien“ 3. „Trash“                                   |
| 1994 | Nine Inch Males EP                | Lookout! Records      | 1. „Fuck Buddy“ 2. „Cry for a Shadow“ 3. „The Biggest Lie“                           |
| 1994 | Jack U Off                        | Empty Records         | 1. „Jack U Off“ 2. „Strip U Down“                                                    |
| 1994 | Jackson                           | K Records             | 1. „Jackson“ (w/ Calvin Johnson) 2. „I Really Wanted You“                            |
| 1995 | James Bondage                     | Lookout! Records      | 1. „James Bondage“ 2. „Flower“ 3. „Real Men“ 4. „Denny (Naked)“                      |
| 1996 | Valentine's Day                   | Lookout! Records      | 1. „Valentine's Day“ 2. „He Could Be The One“ 3. „Pretty Boy (What's Your Name?)“    |
| 1996 | For Those About to Suck Cock      | Lookout! Records      | 1. „Headbanger“ 2. „Sweet Pain“ 3. „Breaking the Law“                                |
| 1997 | Manada                            | Mint Records          | 1. „Manada“ 2. „One Night Stand“ 3. „Hockey Hair“ 4. „Manada (Version Quebecois)“    |
| 1997 | Queer to the Core                 | Lookout! Records      | 1. „Political Asshole“ 2. „Two Way Ass“ 3. „Expiration Date“                         |
| 2009 | Average Men                       | Alternative Tentacles | 1. „Average Men“ (mit Jello Biafra) 2. „Coming Clean“                                |
| 2016 | Blame the Bible                   | Alternative Tentacles | 1. „Blame the Bible“ 2. „Neighbors of the Beast“                                     |

### Split 7"
| Jahr | Titel                                                                                            | Plattenlabel          | Songs                                                    |
| ---- | ------------------------------------------------------------------------------------------------ | --------------------- | -------------------------------------------------------- |
| 1994 | Stop Homophobia (mit Fagbash, Happy Flowers und Black Angel’s Death Song)                        | Turkey Baster Records | 1. „Cowboys Are Frequently, Secretly Fond Of Each Other“ |
| 1995 | Gay Pride (You Don't Know What Your Missing) (mit Chumbawamba, Mambo Taxi, Wat Tyler und Spdfgh) | Rugger Bugger Records | 1. „Bill & Ted's Homosexual Adventure“                   |
| 1998 | Tummy Shaking (Split mit Bis, Sourtooth und Ozma)                                                | Scutter Records       | 1. „Vicious Beauty (live)“                               |
| 2004 | Dirty Queers Don't Come Cheap (mit Skinjobs)                                                     | Mint Records          | 1. „Your Loss“ 2. „I Know Your Type“                     |

### Samplerbeiträge
- „I Can't Sleep“ auf Outpunk Dance Party (Outpunk Records, 1992)
- „Homo Christmas“ auf Punk Rock Christmas (Rhino Records, 1995)
- „Ring of Joy“ auf A Slice Of Lemon (Lookout! Records, 1996)
- „Jackson“ auf Project: Echo (K Records, 1996)
- „Bunnies“ auf Stars Kill Rock (Kill Rock Stars, 1996)
- „Pillow Talk“ auf Team Mint (Mint Records, 1996)
- „The Summer You Let Your Hair Grow Out“ auf Heide Sez Lookout! (Lookout! Records, 1996)
- „Can't Make Love“ (mit Tré Cool) auf Generations, Vol 1: A Punk Look at Human Rights (Ark 21 Records, 1997)
- „Loose“ auf We Will Fall: The Iggy Pop Tribute (Royalty Records, 1997)
- „Political Asshole“ auf The Last Great Thing You Did (Lookout! Records, 1997)
- „He Could Be The One“ auf Fer Shure: A Tribute to the Valley Girl Soundtrack (Itchy Korean Records, 1997)
- „Expiration Date“ auf Milkshake – A CD to Benefit the Harvey Milk Institute, (timmi-kat ReCoRDS, 1998)
- „Musclehead“ auf Forward 'Til Death: A Sampler Compilation (Lookout! Records, 1999)
- „Hockey Hair“ auf Puck Rock, Vol. 2 (Sudden Death Records, 2000)
- „The Summer You Let Your Hair Grow Out (Live)“ auf Songs for Summer (Oglio Records, 2000)
- „Used to Turn Me On (Demo)“ auf Lookout! Freakout (Lookout Records!, 2000)
- „Luv Luv Luv“ auf Bi the People: A Compilation of Bisexual Artists & Friends (Violent Yodel Records, 2003)
- „Luv Luv Luv“ auf Queer Stock Queer Soup (Queer Stock, 2003)
- „I Can Make You A Man“ auf The Rocky Horror Punk Rock Show (Springman Records, 2004)
- „Musclehead“ auf Plea for Peace, Vol. 2' (Asian Man Records, 2007)
- „You'll See Them Again“ auf Kat Vox: Celebrating 20 Years of timmi-kat ReCoRDS (timmi-kat ReCoRDS, 2011)

### Soundtrackbeiträge
- „Deep Water“ auf Angus, directed by Patrick Read Johnson (1995)
- Queercore: A Punk-U-Mentary, Direktor Scott Treleaven (1996)
- Skin & Bone, Direktor Everett Lewis (1996)
- „Sweet Insecurity“ und „Luv Luv Luv“, Luster, Direktor Everett Lewis (2002)
- „First Betrayal“ auf Hellbent,  Direktor Paul Etheredge-Ouzts (2005)
- Pansy Division: Life In A Gay Rock Band (2008)

## Filme

### Spielfilme
| Jahr | Details                                                                                                  |
| ---- | --- |
| 2009 | Pansy Division: Life in a Gay Rock Band - Jahr: 2009 - Plattenlabel: Alternative Tentacles - Format: DVD |
| 2009 | Live Insubordination Fest '09 - Jahr: 2009 - Plattenlabel: Insubordination Records - Format: DVD         |

### Musikvideos
| Jahr | Titel                 |
| ---- | --------------------- |
| 1993 | „Hippy Dude“          |
| 1993 | „Homo Christmas“      |
| 1993 | „Touch My Joe Camel“  |
| 1996 | „I Really Wanted You“ |
| 1997 | „Manada“              |
| 1998 | „Bad Boyfriend“       |
| 1998 | „Vicious Beauty“      |